# Carl Silfverstrand
Carl Johan Silfverstrand (Helsingborg, 1885. október 9. – Helsingborg, 1975. január 2.) olimpiai bajnok svéd tornász, atléta.
Részt vett az 1908. évi nyári olimpiai játékokon, és két atlétika versenyszámban indult: távolugrásban és rúdugrásban.
Részt vett az 1912. évi nyári olimpiai játékokon, de ekkor tornában indult. A svéd rendszerű csapat összetettben aranyérmes lett.
Klubcsapatai a Djurgårdens IF és a Stockholms GF voltak.